# Capillari peritubulari
I capillari peritubulari originano dalle arteriole efferenti del glomerulo renale, circondano l'interstizio tra i tubuli renali ed assorbono osmoticamente le sostanze dalla preurina contenuta nei tubuli stessi, come sodio, glucosio, ione bicarbonato (HCO3-) e acqua.
Dal capillare peritubulare origina una venula (venula renale) che raggruppandosi, entra nella composizione della vena renale la quale uscendo dall'ilo del rene affluisce nella vena cava inferiore.